# To Cut a Long Story Short
To Cut a Long Story Short è un brano musicale del gruppo inglese degli Spandau Ballet, estratto come singolo dall'album Journeys to Glory del 1981.
Il brano fu il primo singolo della band inglese, il quale si piazzò al quinto posto della classifica inglese.

## Tracce
Testi e musiche di Gary Kemp 
7" single
1. To Cut a Long Story Short 3:20
2. To Cut a Long Story Short (strumentale) 3:20

12" single
1. To Cut a Long Story Short (Mix 1) — 6:30
2. To Cut a Long Story Short (Mix 2) — 3:56